# طابع اليانصيب
طابع اليانصيب هو إصدار نهاية العام في اليابان، حيث يخول طابعان بريديان يحملان رقماً أحمر لحامله المشاركة في السحب على جائزة ينظمها البريد الياباني.

## تاريخ
أصدر البريد الياباني طوابع تهنئة بالعام الجديد في عامي 1935 و1936، وقد صور الطابع الأول جبل فوجي. ومنذ عام 1948، أصدرت الطوابع العام الجديد سنوياً. ومنذ نهاية عام 1949، كان الطابع يصور العلامة الفلكية الصينية المقابلة للسنة القادمة (الببر في عام 1950) على شكل مشهد حي أو تماثيل ورقية. وتناوب هذا الموضوع مع صور لأشياء أو ألعاب تقليدية.
منذ عام 1949، أصدرت طوابع رأس السنة الجديدة في وقت واحد في أوراق طوابع. لا تطرح هذه الأخيرة للبيع، بل توزع على شكل طابع يانصيب. على الرغم من أن مثل هذه الأوراق تدخل في سحب يانصيب وطني يتزامن مع العطلة، إلا أنه يمكن استخدامها بكامل قيمتها في ختم [الإنجليزية] المراسلات البريدية [الألمانية]. تحتوي أوراق الطوابع على ما بين ثلاثة إلى خمسة طوابع، ومنذ عام 1977، طابعين للعام الجديد، ولها أرقام فردية، وفقًا للجوائز التي تسحب (تتراوح قيمتها حاليًا بين 30 و60 دولارًا).
في نوفمبر 1989، ضوعفت كمية الإصدار المعتاد من طابعين (أحدهما للبطاقات البريدية والآخر للرسائل الفردية) بطابعين جديدين: باستخدام نفس التصميم على طابع مثقوب أكبر حجماً، وتم ترقيمهما. وفي منتصف شهر كانون الثاني/يناير، سيقوم مكتب البريد بسحب القرعة وتوزيع الجوائز على أصحاب هذه الطوابع، سواء اشتروا الطوابع أو استلموها مع بطاقة التهنئة. تُباع طوابع اليانصيب لصالح الجمعيات الخيرية.

## بطاقات اليانصيب
كما تُباع بطاقات المعايدة البريدية منذ عام 1949. كما أنها تحمل أرقام اليانصيب للسحب في 15 يناير. وتسلم جميع بطاقات المعايدة التي أرسلت بين 15 و28 ديسمبر بالبريد في 1 يناير ضمن سياق تقليدي.

## الرسوم
يكون سحب الطوابع والبطاقات المرقمة ليانصيب العام الجديد، وفقًا لصفحات النتائج على موقع البريد الياباني.
- من نوفمبر 2004 إلى يناير 2005: 4,367,740 بطاقة و53.5 مليون طابع.
- من نوفمبر 2005 إلى يناير 2006: 4,085,000 بطاقة و23.2 مليون طابع.

## بلدان أخرى
أيضا تتوفر طوابع اليانصيب في بلدان أخرى مثل النرويج.

### الببليوغرافيا
- مقال منشور في مجلة "تيمبرلويزير" العدد 34، 15 كانون الأول/ديسمبر 1991 - 15 كانون الثاني/يناير 1992، ص 34-35. المقال جزء من ملف عن جوانب محددة من الطوابع اليابانية، مثل طوابع المحافظات.[4]